# Jürgen Brinckmeier
Jürgen Brinckmeier (* 16. April 1935 in Plauen; † 28. November 1984 in West-Berlin) war ein deutscher SPD-Politiker und Journalist.

## Leben
Brinckmeier war von 1970 bis 1973 Chefredakteur der Parteizeitung Berliner Stimme. Bei der Berliner Wahl 1971 wurde er in das Abgeordnetenhaus von Berlin gewählt, zwei Jahre später wurde er dort Fraktionsgeschäftsführer. Auch bei der folgenden Wahl 1975 wurde er gewählt, allerdings schied er im April 1976 aus, da er Senatsdirektor (Staatssekretär) in der Senatsverwaltung für Inneres wurde. Von 1980 bis 1983 war er Vorsitzender der SPD Neukölln.
Infolge der Garski-Affäre wollte der Regierende Bürgermeister Dietrich Stobbe im Januar 1981 den Senat Stobbe umstellen, Brinckmeier sollte Innensenator werden. Doch die damals noch notwendige Mehrheit für die Wahl von Senatoren im Abgeordnetenhaus kam nicht zustande, auch Rainer Papenfuß, Jürgen Egert und Peter Ulrich fielen durch. Stobbe musste zurücktreten, und Hans-Jochen Vogel bildete einen neuen Senat.

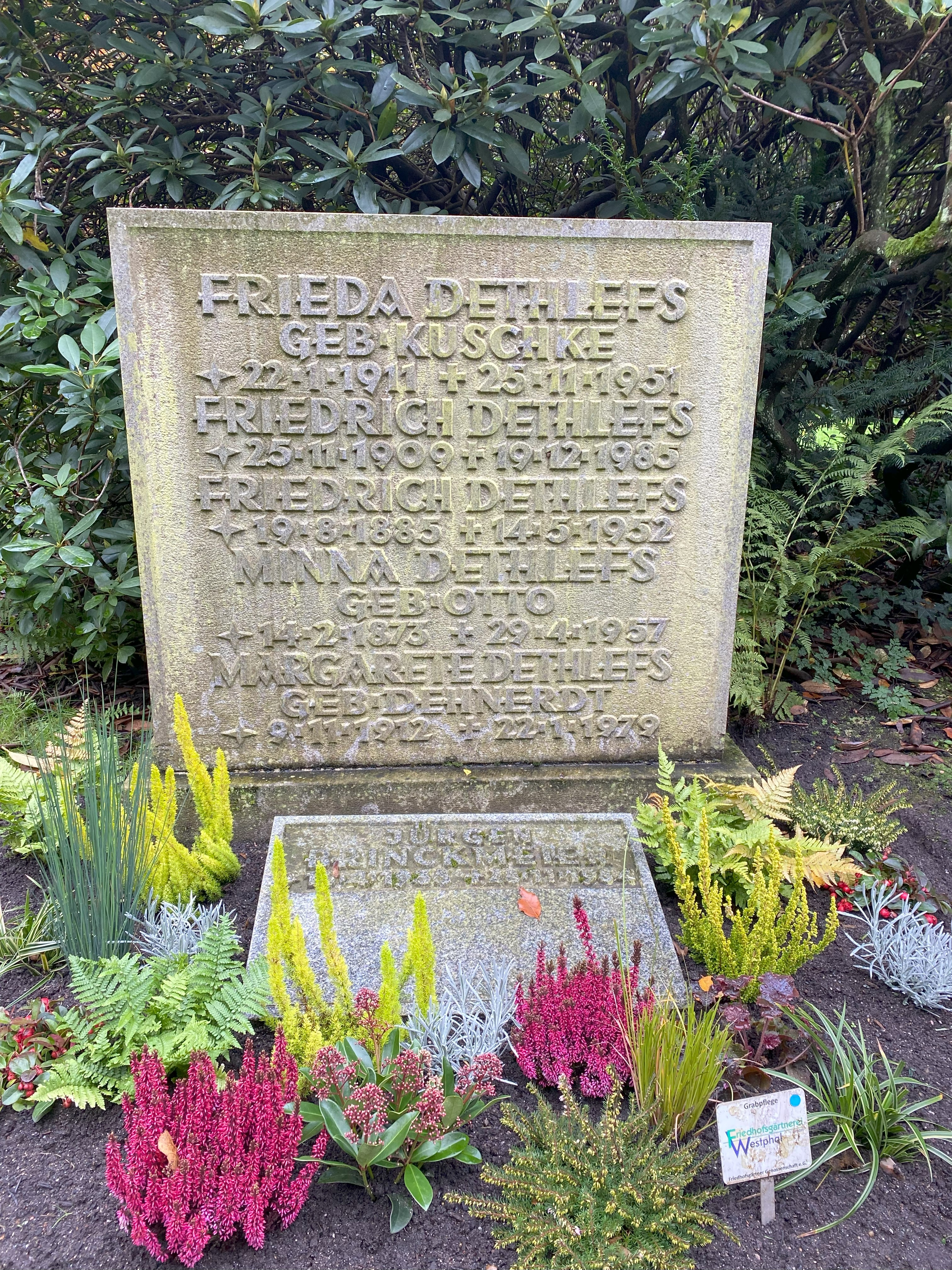
Grabstätte Dethlefs und Brinckmeier auf dem Hamburger Friedhof Ohlsdorf

Brinckmeier wurde im Juli 1984 Mitglied des Europäischen Parlaments (MdEP). Er war Mitglied im Ausschuss für Außenwirtschaftsbeziehungen sowie stellvertretendes Mitglied in den Ausschüssen für Verkehr und Haushaltskontrolle. Doch wenige Wochen später starb er. Sein Nachrücker wurde daraufhin Rüdiger Hitzigrath.
Jürgen Brinckmeier war mit der ehemaligen Vizepräsidentin des Abgeordnetenhauses und Vorsitzenden des Rundfunkrates des SFB Marianne Brinckmeier verheiratet. Er wohnte in Berlin-Britz.
Brinckmeier verstarb mit 49 Jahren und wurde auf dem Hamburger Friedhof Ohlsdorf beigesetzt (Planquadrat O 17, Nr. 476–477). 